# Танковая бригада СС «Гросс»
Танковая бригада СС «Гросс» (нем. SS-Panzer-Brigade "Groß") — тактическое соединение войск СС нацистской Германии периода Второй мировой войны. Бригада была брошена в бой против наступающих советских войск в августе 1944 года.

## Формирование

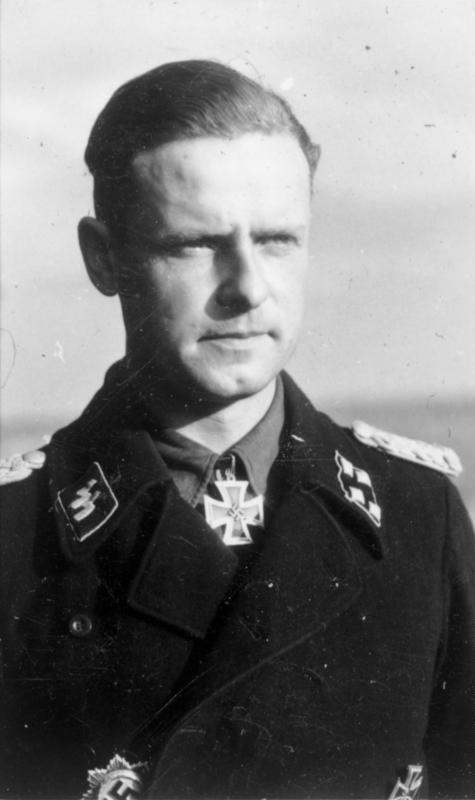
Командир бригады оберштурмбаннфюрер СС Мартин Гросс

31 июля 1944 года советские войска заняли город Тукумс и передовыми отрядами вышли на берег Рижского залива. В результате этого стремительного «кавалерийского» рейда группа армий «Север» оказалась отрезанной от южной части Прибалтики и лишена всех сухопутных коммуникаций, связывающих её с Восточной Пруссией и группой армий «Центр».
В этот критический момент командующий группой армий «Север» генерал-оберст Фердинанд Шёрнер срочно начал собирать войска для контратаки, которая должна была восстановить связь между группами армий. Шёрнер смог быстро организовать формирование сборных частей. Большинство этих подразделений были боевыми группами, спешно собранными из частей и подразделений, которые оказались под рукой.
Одной из этих «оказавшихся под рукой» частей оказался танковый учебно-запасной полк СС, базировавшийся на полигоне «Зеелагер» в латвийском городке Дундага. На базе этого полка 3 августа 1944 года в районе Талси — Сабиле началось формирование новой танковой бригады СС. Помимо него для создания бригады были использованы базировавшиеся в этом же регионе 1-й и 2-й танковые разведывательные учебно-запасные батальоны СС и некоторые вспомогательные подразделения. Её командиром был назначен оберштурмбаннфюрер СС Мартин Гросс, командир танкового учебно-запасного полка СС. К этому моменту 33-летний Гросс был одним из самых известных офицеров-танкистов в войсках СС. В июле 1943 года штурмбаннфюрер Мартин Гросс был награждён Рыцарским крестом за успешное командование 2-м батальоном танкового полка элитной дивизии СС «Лейбштандарт Адольф Гитлер» во время Курской битвы. По старинной немецкой военной традиции бригада получила в название имя своего командира, став называться танковой бригадой СС «Гросс».
К середине августа бригада состояла из двух моторизованных, танкового и разведывательного батальонов, батареи штурмовых орудий, зенитной и двух артиллерийских батарей, сапёрной роты и роты ремонтно-технического обеспечения. Состав вспомогательных подразделений бригады СС «Гросс» был достаточно непостоянным. Некоторые подразделения изымались и придавались другим частям, другие включались только на короткое время. Фактически постоянными частями в бригаде СС «Гросс» были только батальоны. Тем не менее на фоне других немецких боевых групп, бригада Мартина Гросса была довольно мощной, с учётом того, что была укомплектована крепким личным составом. Не случайно летописец группы армий «Север» Вальтер Гаупт назвал группу Гросса самой сильной среди прочих немецких боевых групп, созданных в Прибалтике одновременно с ней.
В то же время подготовка бригады к боям была проблемным делом. Прежде всего боевая техника, поступившая на вооружение бригады, раньше была учебной, со всеми вытекающими отсюда последствиями, а экипажи танков оказались наспех сколоченными.

## Боевой путь

### Боевое крещение
Боевое крещение для бригады наступило уже 4 августа 1944 года, когда её подразделения приняли участие в попытке отбить Тукумс, захваченный советскими войсками 31 июля. Однако, эта атака осуществлялась лишь силами подразделений танкового учебно-запасного полка СС, под общим руководством начальника оперативного отдела бригады Фрица Херцига. Результаты были более чем скромными: атакующие попали под мощный огонь советской противотанковой артиллерии. Наступление забуксовало. Только энергия и личный пример Фрица Херцига позволили продолжить натиск и взять первую цель атаки. Однако на этом эсэсовский удар выдохся.
Тем временем основная задача, стоявшая перед генерал-оберстом Шёрнером, была не допустить советские войска к Риге. Упорные бои шли за Елгаву, где немцам удалось добиться нескольких частных успехов. Для их закрепления необходимо было нанести ещё один удар на западном фланге 16-й армии, и именно в этом районе шло формирование танковой бригады СС «Гросс». Кроме неё здесь сколачивалась ещё одна боевая группа, армейская. В тех условиях процесс формирования занял лишь несколько дней. 8 августа 1944 года бригада СС «Гросс» и армейская группа были брошены в бой.

### Бои за город Тукумс
8 августа 1944 года бригада СС «Гросс» вступила в свой первый бой. Поначалу наступление развивалось успешно и эсэсовцам удалось продвинуться северо-западнее Тукумса. По немецким данным, советские войска оказали слабое сопротивление и были отброшены. Однако когда танки и пехотинцы Гросса вышли к Тукумсу, то взять город им не удалось. На пути у эсэсовцев встала 346-я стрелковая дивизия. Советские войска оказали настолько жестокое и неожиданное для противника сопротивление, что темп атаки немцев резко спал. Разгорелись упорные бои. В один из моментов Гросс, при поддержке огня импровизированного бронепоезда, едва не взял станцию Тукумс I, однако немецкий натиск был остановлен геройским сопротивлением 3-го батальона 1165-го стрелкового полка, поддержанного огнём пушек истребительно-противотанкового дивизиона. Артиллеристы, подбили паровоз бронепоезда, и, оказавшись без его поддержки, эсэсовцы отступили. Вошедшие в город другие части бригады Гросса также были выбиты оттуда. Началось отступление, отход бригады прикрывала 52-я охранная дивизия генерал-майора Альберта Невигера. По советским данным, в городе были подбиты пять немецких танков.
После такой трёпки немцы прекратили атаки и перешли на линии фронта у Тукумса к обороне. Тем самым фронт временно стабилизировался. 8 августа в боях в районе Тукумса бригада потеряла убитыми трёх офицеров, среди них был кавалер Германского креста в золоте оберштурмфюрер СС Ганс Бадер.
Обе стороны постоянно энергичными действиями прощупывая оборону друг друга. Смелые разведывательные рейды против советских позиций осуществляли подразделения 2-го моторизованного батальона Вальтера Рунге. 14 августа части 417-й стрелковой дивизии прорвались в районе Ирлавы и образовали плацдарм. В этой ситуации, начальник оперативного отдела бригады Фриц Херциг собрал все имеющиеся под рукой резервы и контратакой очистил плацдарм от неприятеля, полностью выправив положение.
В эти дни бригада Гросса продолжала получать пополнения и к 16 августа уже насчитывала 2 500 человек и целый ряд различных частей и подразделений. Эта численность стала максимальной за всё время её существования. В этот же день, бригаду подчинили 39-му танковому корпусу генерала танковых войск Дитриха фон Заукена, входившего в 3-ю танковую армию Эрхарда Рауса и действующего в районе Лиепаи.
18 августа 1944 года танковая бригада СС «Гросс» стала частью импровизированного сборного танкового соединения под командованием прославленного немецкого танкового командира генерал-майора графа Гиацинта фон Штрахвица (по прозвищу «Танковый граф»). Его имя было на слуху — 15 апреля 1944 года фон Штрахвиц стал одиннадцатым солдатом Вермахта, награждённым бриллиантами к Рыцарскому кресту.
На 20 августа 1944 года штаб Гросса доложил о наличии в частях бригады 20 танков разных типов, двух рот на бронетранспортёрах (30 — 40 штук) и тяжёлой роты на бронетранспортёрах. Интересно, что командующий 3-й танковой армией Раус в своих воспоминаниях оценил силу бригады в 80 бронетранспортёров, но без танков. В целом, как для собранной «с бору по сосенке» части, бригада была достаточно сильной.
Сосредоточение бригады СС «Гросс» началось ещё 17 августа, для обеспечения внезапности атаки оно проходило скрытно, под личным контролем начальника оперативного отдела штурмбаннфюрера СС Херцига. Усилия Херцига в обеспечении секретности не прошли даром: атака танкового соединения Штрахвица началась в полдень 19 августа и стала, по немецким данным, полностью неожиданной для противостоящей ей 417-й стрелковой дивизии. Для танкового батальона это было тяжёлым испытанием — мало того, что танки были малобоеспособными, так и накануне, во время сосредоточения, два командира танков были убиты советскими снайперами, прямыми попаданиями в голову. Из тех же, кто остался в строю, многие не имели боевого опыта.
Однако успех сопутствовал немцам, до конца дня им удалось сломить советское сопротивление. После перегруппировки в части пришёл приказ Штрахвица: «Наступление на Тукумс». Достижения Штрахвица вызвали панику среди советского командования. Атака развивалась вполне успешно. Танковый батальон подавил несколько противотанковых позиций, перед тем как нарвался на советские танки. В полдень 20 августа части Штрахвица встретились с передовыми отрядами 281-й охранной дивизии у Кемери. Тем самым связь с группой армий «Север» была восстановлена. В тот же день советские войска оставили город Тукумс. По немецким данным, покидая Тукумс, красноармейцы оставили орудия, автотранспорт, стрелковое вооружение, амуницию и даже лошадей. Взятие Тукумса позволило немцам ещё более упрочить связь с группой армий «Север».
Немецкая разведка доложила об около 60 советских танках и не менее чем 500 грузовиках с пехотой в районе между Елгавой и Тукумсом. Оставив для охраны Тукумса несколько бронетранспортёров из 1-го моторизованного батальона, Штрахвиц направил главные силы бригады продолжать атаку. 23 августа начались упорные бои за Добеле.

### Последствия боёв за Тукумс
Однако этот важный успех достался эсэсовцам дорогой ценой. В частности, потери бригады в боях под Тукумсом были очень велики — на 22 августа Гросс доложил в штаб 18-й армии о том, что численность личного состава бригады равняется лишь 720 военнослужащим. Даже если учесть вывод из состава бригады батальона Рунге и других частей, то всё равно потери были слишком велики и такой их масштаб не может не производить впечатления, наглядно демонстрируя накал боёв за Тукумс. 21 августа бригада потеряла убитыми в бою трёх офицеров.
Не менее тяжёлое положение было и с бронетехникой. На 22 августа в бригаде насчитывалось три «Пантеры», пять танков Pz. III и Pz. IV, три трофейных Т-34 и 20 бронетранспортёров. Здесь особенно поражают потери в бронетранспортёрах — к началу боёв их было около 80 штук, а теперь осталось всего 20. Даже если Рунге и увёл с собой 30 — 35 своих бронетранспортёров, то не менее 25 — 30 единиц их можно считать потерянными в Тукумсе и его окрестностях. Так что, численность бригады по всем статьям сократилась более чем в 3 — 4 раза, и, судя по всему, к этому моменту из её состава были выведены «Тигры» 103-го тяжелого танкового батальона СС и некоторые другие части.

### Бои в Эстонии
Тем временем успех советских войск поставил под угрозу фланг и тылы оперативной группы «Нарва», оборонявшей подступы к Эстонии. Немецкое командование отреагировало традиционно — для блокирования угрозы в срочном порядке были брошены те силы, что оказались под рукой. Неплохо показавшая себя под Тукумсом группа Штрахвица была брошена спасать положение на севере, её передали в подчинение 18-й армии.
24 августа 1944 года первые части бригады СС «Гросс» прибыли в Элву. Они сразу же вступили в бой с вышедшими к Эльве передовыми отрядами 122-го стрелкового корпуса, ожидая прибытия остальных сил бригады. Оказавшиеся на новом участке фронта первые части группы Штрахвица были брошены в бой сходу, без должной разведки и подготовки, при этом большинство частей всё ещё находились на марше. Упорные бои вокруг Элвы продолжались ещё несколько дней.
28 августа Гросс получил приказ двигаться на северо-восток, к пункту Йыэсуу, с целью остановить советский прорыв в этом районе. Тем самым эсэсовцы оказались под Нарвой, где части одноимённой оперативной группы в упорных боях удерживали спешно оборудованные позиции. Однако вскоре бригаду вернули в прежний район, и к началу сентября бригада СС «Гросс» вместе с другими немецкими частями оборонялась на линии между Вирцзее и озером Пейпус.
На 12 сентября 1944 года бригада состояла из танкового, 1-го моторизованного и разведывательного батальонов. Танковый батальон бригады имел на вооружении восемь Pz. III, два Pz. IV, три «Пантеры», одно штурмовое орудие и 17 бронетранспортёров. Вдобавок в разведывательном батальоне насчитывалось восемь бронеавтомобилей, однако, по некоторым данным, вскоре, его вывели из состава бригады и вернули назад в Латвию. С 15 сентября бригада СС «Гросс» действовала против превосходящих сил 2-й ударной армии в районе Йыгевы.

### Отход в Курляндию
В результате советского прорыва под Нарвой, командующий группой армий «Север» генерал-оберст Шёрнер по собственной инициативе принял решение отвести 16-ю армию и оперативную группу «Нарва» из Эстонии в Курляндию. В этой ситуации Мартину Гроссу и его танковой бригаде выпала нелёгкая задача прикрывать отход немецких войск из Эстонии в Курляндию, ведя арьергардные бои и парируя советские удары, как это случилось, например, у Вессенберга, где эсэсовцы противостояли войскам советской 8-й армии. На 20 сентября в бригаде СС «Гросс» насчитывалось 300 человек, два штурмовых орудия, одна трофейная тридцатьчетвёрка, три Pz. III, два Pz. IV и всего четыре бронетранспортёра.
В последующие дни бригада СС «Гросс» отходила на юг, через Пярну, пока не достигла границы Эстонии и Латвии. 29 сентября 1944 года штаб группы армий «Север» приказал перебросить танковую бригаду СС «Гросс» вместе с рядом других частей в район действий 40-го танкового корпуса 3-й танковой армии. Благодаря этому бригада СС «Гросс» снова оказалась в подчинении 3-й танковой армии и избежала попадания в Курляндский котёл — 9 октября 1944 года могучим ударом 1-го Прибалтийского фронта 3-я танковая армия была отделена от группы армий «Север» и теперь была вынуждена отходить в Восточную Пруссию, в то время как 16-я и 18-я армии оказались запертыми в Курляндии.
Снова оказавшись на территории Латвии, бригада Гросса отступала через Ригу и вышла в район южнее Добеле. 16 октября 1944 года началось очередное советское наступление в Прибалтике. Бригада СС «Гросс» действовала против войск 3-й ударной армии, поддерживая контратакующие 24-ю и 93-ю пехотные дивизии. Бои были упорными, и немцам удалось на некоторых участках потеснить советские войска.
В конце октября бригада Гросса, пройдя через серию жестоких арьергардных боёв, была оттеснена в район Мемеля, снова оказавшись против советской 43-й армии. Командующий 1-м Прибалтийским фронтом Иван Баграмян упомянул бригаду «Гросс» в своих мемуарах среди немецких частей, «с яростным ожесточением» оборонявших подступы к Мемелю. В итоге наступление 43-й армии на Мемель остановилось.

### Расформирование
Однако ослабленная эсэсовская бригада, вдобавок измотанная почти четырёхмесячными боями, вряд ли могла представлять уж слишком большую угрозу для советских войск. Из-за больших потерь бригаду было решено вывести с фронта. Однако полностью этого сделать не удалось из-за противодействия армейского командования, не желавшего терять ни одного солдата, так что решение было принято половинчатое: из бригады была выведена только часть личного состава, около сотни человек, которых переправили для отдыха на полигоны «Зеннелагер» и «Штайнхаген» в Вестфалии.
9 ноября 1944 года Мартин Гросс был произведён в оберштурмбаннфюреры СС, после чего получил назначение в 12-ю танковую дивизию СС «Гитлерюгенд», став последним командиром 12-го танкового полка СС. После его отзыва командование остатками бригады было возложено на Фрица Херцига. Впрочем, исполнять обязанности командира Херцигу пришлось недолго, так как в верхах уже было принято решение о расформировании танковой бригады СС «Гросс».
По состоянию на 16 ноября 1944 года на фронте оставалось 6 офицеров и 165 унтер-офицеров и солдат бригады СС «Гросс». Главное оперативное управление СС потребовало окончательно вывести остатки бригады с фронта, так как они были нужны для укомплектования учебных танковых частей войск СС в Германии, которые готовили пополнение для фронта. Поэтому в ноябре 1944 года и этих солдат из Мемеля морем перебросили в Данциг, откуда по железной дороге направили на полигон «Штайнхаген», где они воссоединились с другими подразделениями бригады.
В начале декабря 1944 года солдат бригады собрали в Падоне, где она и была официально расформирована. Оставшийся личный состав был распределён между частями войск СС, входившими в 6-ю танковую армию, которая собирала силы для контрнаступления в Арденнах. При этом в целях дезинформации разведки противника была спущена информация, что бригада послужит основой формирования нового танкового полка СС — 26-го танкового полка СС «Рейхсмаршал», и якобы Мартин Гросс станет командиром этого полка.

## Результаты использования бригады
За всё время существования безвозвратные потери офицерского состава бригады СС «Гросс» (погибшие, умершие от ран и пропавшие без вести) составили 20 человек. Потери среди унтер-офицеров и рядовых определить сложно, но в любом случае счёт идёт на сотни человек.
Батальон Рунге, который был выведен из состава бригады ещё в августе, после подчинения 81-й пехотной дивизии сражался в районе Елгава — Добеле и вскоре был придан 11-й добровольческой моторизованной дивизии СС «Нордланд». Боевая группа «Рунге» просуществовала до декабря 1944 года, когда была расформирована, а её личный состав был включён в разведывательный батальон дивизии СС «Нордланд» и в корпусную охранную роту 3-го танкового корпуса СС.
Танковая бригада СС «Гросс» была в боях почти четыре месяца, и это притом, что её формирование заняло лишь четыре дня. Несмотря на то, что это было сборное формирование, она показала себя довольно крепкой частью. Максимальная численность бригады была 2 500 военнослужащих, однако нужно помнить, что это количество было достигнуто путём всевозможного усиления бригады для атаки на Тукумс. После взятия Тукумса из состава бригады изъяли ряд частей и подразделений, поэтому на начало сентября численность личного состава бригады составляла около 700 человек, причём эта численность постоянно сокращалась — 300 военнослужащих на 20 сентября 1944 года и меньше 200 человек в октябре.
Самым громким успехом бригады СС «Гросс» стало взятие Тукумса. Последующие бои свелись к непрерывным арьергардным схваткам с превосходящими силами Красной армии. Итог закономерен, бригада СС «Гросс» понесла существенные потери и была расформирована.

## Местонахождение
- с августа по ноябрь 1944 (Прибалтика)

## Подчинение
- 18-я армия (август 1944)
- 39-й танковый корпус (вермахт) 3-й танковой армии (август — ноябрь 1944)

## Командиры
- оберштурмбаннфюрер СС Мартин Гросс (8 августа — 16 ноября 1944)
- штурмбаннфюрер СС Фриц Херциг (16 ноября — 6 декабря 1944)

## Состав
В разное время в танковую бригаду СС «Гросс» входили следующие подразделения:
- штаб (подразделение фельджандармерии, рота обеспечения, ремонтная рота).
- танковый батальон СС «Гросс» (SS-Panzer-Abteilung «Groß») под командованием штурмбаннфюрера СС Эрнста Зоренса. Первоначально батальон состоял из двух рот, в каждой по 10 танков Pz. III и Pz. IV. Танки в основном были устаревших модификаций и прежде использовались для обучения танковых экипажей. 15 августа 1944 года в состав бригады была включена 1-я рота 103-го тяжёлого танкового батальона СС, имевшая на вооружении семь танков Pz. VI «Тигр». 19 августа батальон получил ещё пять танков Pz. IV. В итоге танковый батальон бригады на пике своей численности состоял из трёх линейных рот и одной приданной, общей численностью в 23 танка.
- 1-й моторизованный батальон СС «Гросс» (1. SS-Grenadier-Bataillon «Groß») под командованием штурмбаннфюрера СС Альфреда Арнольда. Это был прежний 1-й танковый разведывательный учебно-запасной батальон СС, базировавшийся в Талси. Батальон состоял из четырёх рот.
- 2-й моторизованный батальон СС «Гросс» (2. SS-Grenadier-Bataillon «Groß») под командованием гауптштурмфюрера СС Вальтера Рунге. Это был прежний 2-й танковый разведывательный учебно-запасной батальон СС, базировавшийся в Попервалене. Также, в батальон были включены выздоравливающие раненые из эсэсовских госпиталей в Риге. Батальон состоял из четырёх рот.
- разведывательный батальон СС «Гросс» (SS-Panzer-Aufklärungs-Abteilung «Groß») под командованием гауптштурмфюрера СС Ганса-Хеннинга Хойера. Батальон состоял из трёх рот: мотоциклетной, бронеавтомобилей и роты, укомплектованной чинами Имперской службы труда на вездеходах «Кеттенкрад».
- две артиллерийские батареи из состава 19-й (латышской) добровольческой пехотной дивизии СС. По одним данным, батареи находилась в составе бригады с 8 августа, по другим — были включены в её состав 15 августа, специально для атаки на Тукумс.
- батарея штурмовых орудий из состава 1-го дивизиона штурмовых орудий СС дивизии «Лейбштандарт СС Адольф Гитлер», оснащённая 12 самоходками StuG III.
- сапёрная рота СС «Гросс» (SS-Pionier-Kompanie «Groß»), состоящая из двух взводов — моторизованного и минометного.
- зенитная батарея СС «Гросс» (SS-Flak-Kompanie «Groß»), куда входили подразделения 54-го зенитного дивизиона СС бригады СС «Недерланд» и зенитчики Люфтваффе, была введена в состав бригады 15 августа 1944 года.
- рота ремонтно-технического обеспечения под командованием оберштурмфюрера СС Отто Тюбке.

## Награждённые высшими наградами нацистской Германии

### Награждённые Германским крестом в золоте
По результатам боёв трое военнослужащих бригады стали кавалерами Германского креста в золоте.
- Фриц Херциг — 6 января 1945 — штурмбаннфюрер СС, начальник оперативного отдела танковой бригады СС «Гросс»;
- Альфред Арнольд — 6 января 1945 — штурмбаннфюрер СС, командир 1-го моторизованного батальона СС «Гросс» (посмертно);
- Фридрих Шварц — 7 января 1945 — обершарфюрер СС из 2-й роты разведывательного батальона СС «Гросс».

### Награждённые Почётной пряжкой на ленте для войск СС
Также два офицера бригады стали кавалерами Почётной пряжки на ленте для войск СС.
- Гюнтер Пар — 15 января 1945 — оберштурмфюрер СС из 1-го моторизованного батальона СС «Гросс»;
- Йозеф Шайблер — 15 января 1945 — унтерштурмфюрер СС из 1-го моторизованного батальона СС «Гросс» (посмертно).